# Landsret
Landsret är en appellationsdomstol i andra instans i Danmark. Det finns idag två landsretter, Vestre Landsret i Viborg och Østre Landsret i Köpenhamn. Landsretterna behandlar mål som överklagas från byretterna.
Landsretterna upprättades 1919 som en ersättning av de tidigare landsoverretterna. Från 1920 till 1927 fanns även en Søndre Landsret för Sønderjylland som upprättades efter detta områdes återförening med Danmark. Vid utgången av 1927 överfördes dess uppgifter till Vestre Landsret.